# Ahmed Hafnaoui
Ahmed Ayoub Hafnaoui (født 4. december 2002) er en tunisisk konkurrancesvømmer. 
Han svømmede under sommer-OL 2020, hvor han vandt guldmedalje i 400 meter fri.